# Ґульб
Ґульб (пол. Gulb, нім. Gulbin) — село в Польщі, у гміні Ілава Ілавського повіту Вармінсько-Мазурського воєводства.
Населення — 331 особа (2011).
У 1975-1998 роках село належало до Ольштинського воєводства.

## Демографія
Демографічна структура станом на 31 березня 2011 року:
|          | Загалом | Допрацездатний вік | Працездатний вік | Постпрацездатний вік |
| -------- | ------- | ------------------ | ---------------- | -------------------- |
| Чоловіки | 162     | 35                 | 115              | 12                   |
| Жінки    | 169     | 40                 | 101              | 28                   |
| Разом    | 331     | 75                 | 216              | 40                   |